# Badia Hadj Nasser
Badia Hadj Nasser (àrab: بادية حاج ناصر, Bādiyya Ḥājj Nāṣir) (Tànger, 8 de maig de 1938) va néixer a Tànger i actualment viu entre aquesta ciutat i París. Psicoanalista de professió, Hadj Nasser es dedica a la investigació i a l'escriptura creativa en francès. És autora, entre altres obres, de la coneguda novel·la "El vel nu" ("Le voile mis à mu"), testimoni de resistència en el qual es barreja un sentiment permanent de lluita, i en el qual es transmet un vaivé constant entre l'apologia de la transmissió oral de la memòria i l'aprenentatge de la llibertat individual.
L'escriptora destaca també per nombroses investigacions sobre Les mil i una nits en Corps écrit, l'Arabie heureuse i el seu treball La fascination de la virginité et sa résonance dans le corps des femmes immigrées

## Publicacions
- Le voile mis à nu (1985) ISBN 9782868290083(francès), ISBN 8496806227(castellà)
- Tanger, rue de Londres : nouvelles (2010) ISBN 9789954212011 (francès)
- Les hédonistes (2009) ISBN 9782360550005(francès)
- Le cap des Trois Fourches (2010) ISBN 9782360550012(francès)